# Cycas aculeata
Cycas aculeata là một loài thực vật hạt trần trong họ Cycadaceae. Loài này được K.D.Hill & H.T.Nguyen mô tả khoa học đầu tiên năm 2004.